# 卡利达斯·科兰布卡尔
卡利达斯·尼尔坎特·科兰布卡尔（英語：Kalidas Nilkanth Kolambkar）是印度马哈拉施特拉邦政治人物。他曾做过八届马哈拉施特拉邦议会议员。科兰布卡尔由马哈拉施特拉邦孟买的瓦达拉选区选举出来。是印度人民党的成员。